# Araros
Araros (en griego antiguo: Ἀραρώς), hijo de Aristófanes y nacido en el año 387 a. C., fue un poeta cómico ateniense de la Comedia griega. Sus hermanos Filipo y Nicóstrato también fueron poetas cómicos. Aristófanes le presentó por primera vez al público como el actor principal (ὑποκριτής, hypocrités) en su obra Pluto (388 a. C.), la última comedia que publicó en su propio nombre. Aristófanes escribió dos comedias más, Cócalo y Aeolosikon, que se publicaron con el nombre de Araros, probablemente muy poco después de la fecha anterior. Araros expuso por primera vez en su propio nombre en el 375 a. C. Suda menciona las siguientes obras como comedias suyas:
- Adonis (tema erótico)
- Kaineus, tras el mítico transgénero Caeneus (tema erótico)
- Kampylion, también nombre de una comedia fragmentaria de Eubulus .
- Panos Gonai, "Nacimiento de Pan "
- Parthenidion, "Pequeña Virgen" (posible tema erótico también)[3]
- Hymenaios, una descripción de una boda

Todo lo que sabemos del carácter dramático de Araros está contenido en el siguiente pasaje de Alexis de Turios, quien, sin embargo, era su rival: "quiero que pruebes un poco de agua: tengo un pozo de agua grande dentro más frígido que Araros".